# 克利福德代数
數學上，克利福德代数（Clifford algebra）是由具有二次型的向量空間生成的單位結合代數。作為域上的代數，其推廣實數系、複數系、四元數系等超複數系，以及外代数。此代數結構得名自英國數學家威廉·金顿·克利福德。
研究克里福代数的理論有時也稱為克里福代數，其與二次型論和正交群理論緊密聯繫。其在几何、理論物理、數碼圖像處理中有很多应用。其主要贡献者有：威廉·哈密顿（四元数），赫尔曼·格拉斯曼（外代数），威廉·金顿·克利福德，David Hestenes等。
最常見的克里福代數是正交克里福代數，又稱（偽）黎曼克里福代數。另一類是扭對稱克里福代數。

## 定義及基本性質
設有域{\displaystyle K}上的向量空間{\displaystyle V}，且其上有二次型{\displaystyle Q:V\to K}。克里福代數{\displaystyle \mathrm {Cl} (V,Q)}是由{\displaystyle V}生成的「最自由」的單位結合代數，但須滿足
{\displaystyle v^{2}=Q(v)1\quad \forall v\in V,}
其中左邊的平方是該代數中的乘法，而右邊的{\displaystyle 1}為其乘法單位元。所謂「最自由」，可以用泛性質嚴格定義，詳見下節。
若{\displaystyle V}為有限維實向量空間，且{\displaystyle Q}非退化，则{\displaystyle \mathrm {Cl} (V,Q)}可記為{\displaystyle \mathrm {Cl} _{p,q}(\mathbb {R} )}，表示{\displaystyle V}有一組正交基，其中{\displaystyle p}個基元{\displaystyle e_{i}}滿足{\displaystyle e_{i}^{2}=+1}，另有{\displaystyle q}個基元滿足{\displaystyle e_{i}^{2}=-1}，而{\displaystyle \mathbb {R} }指明該克里福代數定義在實域上，即該代數的元素系數皆為實數。此組正交基可藉正交對角化找出。
由{\displaystyle V}生成的自由代數是張量代數{\displaystyle \bigoplus _{n\geq 0}\underbrace {V\otimes V\otimes \cdots \otimes V} _{n}}。換言之，其為{\displaystyle V}自身的{\displaystyle n}重張量積，對所有{\displaystyle n}的直和。故相應的克里福代數會是該張量代數對元素{\displaystyle v\otimes v-Q(v)1}（{\displaystyle v}取遍{\displaystyle V}的元素）生成的雙邊理想的商。張量積導出在商代數的乘積以串接表示（例如{\displaystyle uv}）。其結合律由張量積的結合律推出。
克里福代數有指明的子空間{\displaystyle V}，即嵌入的像。若只得與克里福代數同構的{\displaystyle K}代數，則一般無法唯一確定該子空間。
若底域{\displaystyle K}的特徵不為{\displaystyle 2}，則可將基本恆等式{\displaystyle v^{2}=Q(v)1\ \forall v\in V}重寫成
{\displaystyle uv+vu=2\langle u,v\rangle 1\quad \forall u,v\in V,}
其中
{\displaystyle \langle u,v\rangle ={\frac {1}{2}}\left(Q(u+v)-Q(u)-Q(v)\right)}
定義的對稱雙線性形式與二次型{\displaystyle Q}之間有極化恆等式。
特徵為{\displaystyle 2}的二次型與克里福代數為特例。具體而言，若{\displaystyle \mathrm {char} (K)=2}，則對於二次型{\displaystyle Q}，式{\displaystyle Q(v)=\langle v,v\rangle }未必唯一確定某個對稱雙線性型{\displaystyle \langle \bullet ,\bullet \rangle }，{\displaystyle Q}也未必有正交基。本條目不少命題的條件皆要求特徵不為{\displaystyle 2}，而若允許特徵為{\displaystyle 2}，則命題不再成立。

### 作為外代數的量子化
克里福代數與外代數密切相關。外代數是克里福代數的特例：若在克里福代數的定義中，取{\displaystyle Q=0}，則克里福代數{\displaystyle \mathrm {Cl} (V,Q)}就是外代數{\displaystyle \wedge (V)}。即使{\displaystyle Q}非零，只要基域{\displaystyle K}的特徵非{\displaystyle 2}，{\displaystyle \wedge (V)}和{\displaystyle \mathrm {Cl} (V,Q)}之間仍有典範的線性同構。換言之，兩者作為向量空間自然地同構，但其上的乘法有分別。特徵為{\displaystyle 2}時，兩者仍線性同構，然而該同構並非自然。克里福代數的乘法和指定的子空間是比外代數更豐富的結構，因為用到{\displaystyle Q}提供的額外資訊。
克里福代數為濾套代數，而相伴的分次代數為外代數。
具體而言，克里福代數可視為外代數的「量子化」（見量子群），正如外爾代數為對稱代數的量子化。
外爾代數和克里福代數還具有*-代數的結構，並能整合成某個超代數的偶次和奇次項，見典範對易與反對易關係代數。

## 泛性質與構造
設{\displaystyle V}為域{\displaystyle K}上的向量空間，{\displaystyle Q:V\to K}為{\displaystyle V}上的二次型。多數情況下，域{\displaystyle K}是實域{\displaystyle \mathbb {R} }或複域{\displaystyle \mathbb {C} }，或有限域{\displaystyle \mathbb {F} _{q}}。
克里福代數{\displaystyle \mathrm {Cl} (V,Q)}定義為有序對{\displaystyle (A_{0},i)}，其中{\displaystyle A_{0}}為{\displaystyle K}上的單位結合代數，而線性映射{\displaystyle i:V\to \mathrm {Cl} (V,Q)}滿足對任意{\displaystyle v\in V}，皆有{\displaystyle i(v)^{2}=Q(v)1}，且{\displaystyle (A_{0},i)}滿足下列泛性質：給定{\displaystyle K}上任何單位結合代數{\displaystyle A}和線性映射{\displaystyle j:V\to A}令
{\displaystyle j(v)^{2}=Q(v)1_{A}\quad \forall v\in V}
（其中{\displaystyle 1_{A}}表示{\displaystyle A}的乘法單位元），必有唯一的代數同態{\displaystyle f:\mathrm {Cl} (V,Q)\to A}使得以下圖表可交換（即{\displaystyle f\circ i=j}：
二次型{\displaystyle Q}可換成滿足{\displaystyle \langle v,v\rangle =Q(v)}的（無需對稱的）雙線性形式{\displaystyle \langle \bullet ,\bullet \rangle }，此時{\displaystyle j}需滿足的條件等價於
{\displaystyle j(v)j(v)=\langle v,v\rangle 1_{A}\quad \forall v\in V.}
當基域的特徵非{\displaystyle 2}時，以上條件也等價於：
{\displaystyle j(v)j(w)+j(w)j(v)=(\langle v,w\rangle +\langle w,v\rangle )1_{A}\quad \forall v,w\in V,}
其中雙線性型不妨限定為對稱雙線性型。
以上描述的克里福代數必定存在，能藉以下一般方法構造：先選取由{\displaystyle V}生成的最自由的代數，即張量代數{\displaystyle T(V)}，然後藉取商，保證基本恆等式成立。對於克里福代數，所需{\displaystyle T(V)}的雙邊理想{\displaystyle I_{Q}}是由所有形如
{\displaystyle v\otimes v-Q(v)1}
的元素生成，其中{\displaystyle v}取遍{\displaystyle V}的元素，隨後便可定義{\displaystyle \mathrm {Cl} (V,Q)}為商代數{\displaystyle T(V)/I_{Q}}。
商承繼的環乘積有時稱為克里福積:8–9，以免與外代數的外積{\displaystyle \wedge }或純量積{\displaystyle \,\cdot \,}混淆。
有上述{\displaystyle \mathrm {Cl} (V,Q)}的構造後，可以直接驗證{\displaystyle \mathrm {Cl} (V,Q)}包含{\displaystyle V}，且滿足所需的泛性質。而由泛性質，可知{\displaystyle \mathrm {Cl} }在唯一同構的意義下唯一，故在此意義下，可當克里福代數必定由上述構造給出。從構造可知，{\displaystyle i}是單射，故通常隱藏{\displaystyle i}而視{\displaystyle V}為{\displaystyle \mathrm {Cl} (V,Q)}的線性子空間。
因為克里福代數可由泛性質定義，所以{\displaystyle \mathrm {Cl} (V,Q)}的構造具函子性，即{\displaystyle \mathrm {Cl} }為函子，其定義域為具有二次型的{\displaystyle K}-向量空間組成的範疇（其態射為保二次型的線性映射），陪域為結合{\displaystyle K}-代數範疇。泛性質保證，向量空間之間保二次型的線性映射，唯一擴展成相應的克里福代數的代數同態。

## 基與維數
由於{\displaystyle V}已配備二次型{\displaystyle Q}，在特徵非{\displaystyle 2}時，{\displaystyle V}有一組正交基，即其元素{\displaystyle e_{i}}滿足
{\displaystyle \langle e_{i},e_{j}\rangle =0\quad (i\neq j)}，及{\displaystyle \langle e_{i},e_{i}\rangle =Q(e_{i})}。
基本克里福恆等式推出，對於正交基，有
{\displaystyle e_{i}e_{j}=-e_{j}e_{i}\quad (i\neq j)}，及{\displaystyle e_{i}^{2}=Q(e_{i})}。
此關係使正交基元間的運算很容易。給定{\displaystyle V}中兩兩互異的正交基元的乘積{\displaystyle e_{i_{1}}e_{i_{2}}\cdots e_{i_{k}}} ，可以將各因子按順序排好，而僅需依照置換的奇偶性在前面加上正負號。
若{\displaystyle V}在{\displaystyle K}上的維數為{\displaystyle n}，且{\displaystyle \{e_{1},e_{2},\ldots ,e_{n}\}}為{\displaystyle (V,Q)}的正交基，則{\displaystyle \mathrm {Cl} (V,Q)}為{\displaystyle K}上的向量空間，其一組基為
{\displaystyle \{e_{i_{1}}e_{i_{2}}\cdots e_{i_{k}}\mid 1\leq i_{1}<i_{2}<\cdots <i_{k}\leq n,\ 0\leq k\leq n\}}.
在上式中，空乘積（{\displaystyle k=0}）定義為乘法單位元。由於每個{\displaystyle e_{i}}可以出現或不出現在乘積中，{\displaystyle \mathrm {Cl} (V,Q)}的維數（即基的大小）為
{\displaystyle \dim \operatorname {Cl} (V,Q)=2^{n}.}

## 例子：實域上與複域上的克里福代數
克里福代數的重要例子源自實或複向量空間及其上非退化的二次型給出。
本節的例子{\displaystyle \mathrm {Cl} _{p,q}(\mathbb {R} )}和{\displaystyle \mathrm {Cl} _{n}(\mathbb {C} )}皆同構於某個{\displaystyle A}或{\displaystyle A\oplus A}，其中{\displaystyle A}為{\displaystyle \mathbb {R} }、{\displaystyle \mathbb {C} }或{\displaystyle \mathbb {H} }上的全個矩陣環。此類代數的完整分類，見克里福代數的分類。

### 實域上
克里福代數有時稱為幾何代數，尤其定義在實域上時。
有限維實向量空間上的非退化二次型必等價於某個標準對角型：
{\displaystyle Q(v)=v_{1}^{2}+\dots +v_{p}^{2}-v_{p+1}^{2}-\dots -v_{p+q}^{2},}
其中{\displaystyle n=p+q}為向量空間的維數。非負整數對{\displaystyle (p,q)}稱為二次型的符號。配備此二次型的實向量空間一般記為{\displaystyle \mathbb {R} ^{p,q}}，而{\displaystyle \mathbb {R} ^{p,q}}生成的克里福代數則記為{\displaystyle \mathrm {Cl} _{p,q}(\mathbb {R} )}。{\displaystyle \mathrm {Cl} _{n}(\mathbb {R} )}可能表示{\displaystyle \mathrm {Cl} _{n,0}(\mathbb {R} )}或{\displaystyle \mathrm {Cl} _{0,n}(\mathbb {R} )}，視乎作者偏好二次型正定抑或負定。
{\displaystyle \mathbb {R} ^{p,q}}的標準基{\displaystyle \{e_{1},e_{2},\ldots ,e_{n}\}}由{\displaystyle n=p+q}支兩兩正交的向量組成，其中{\displaystyle p}支的平方為{\displaystyle +1}，其餘{\displaystyle q}支的平方則為{\displaystyle -1}。於是，代數{\displaystyle \mathrm {Cl} _{p,q}(\mathbb {R} )}中，也有該{\displaystyle p}支向量的平方為{\displaystyle +1}，該{\displaystyle q}支向量的平方為{\displaystyle -1}。
低維的例子有：
{\displaystyle \mathrm {Cl} _{0,0}(\mathbb {R} )}與{\displaystyle \mathbb {R} }自然同構，因為並無非零向量。
{\displaystyle \mathrm {Cl} _{0,1}(\mathbb {R} )}為由{\displaystyle e_{1}}（其平方為{\displaystyle -1}）生成的二維代數，從而與複數域{\displaystyle \mathbb {C} }代數同構。
{\displaystyle \mathrm {Cl} _{0,2}(\mathbb {R} )}為由{\displaystyle \{1,e_{1},e_{2},e_{1}e_{2}\}}張成的四維代數。後三個基元的平方皆為{\displaystyle -1}，且兩兩相反交換，故代數與四元數系{\displaystyle \mathbb {H} }同構。
{\displaystyle \mathrm {Cl} _{0,3}(\mathbb {R} )}為八維代數，與直和{\displaystyle \mathbb {H} \oplus \mathbb {H} }（分裂複四元數系）同構。

### 複域上
也可以研究複域上的克里福代數。{\displaystyle n}維複向量空間上，每個非退化二次型都等價於標準對角型
{\displaystyle Q(z)=z_{1}^{2}+z_{2}^{2}+\dots +z_{n}^{2}.}
由此，對每個維數{\displaystyle n}，在同構意義下，恰有一個克里福代數定義在配備非退化二次型的{\displaystyle n}維複向量空間上，記為{\displaystyle \mathrm {Cl} _{n}(\mathbb {C} )}。
最小的幾個例子為：
{\displaystyle \mathrm {Cl} _{0}(\mathbb {C} )\cong \mathbb {C} }，複數系，
{\displaystyle \mathrm {Cl} _{1}(\mathbb {C} )\cong \mathbb {C} \oplus \mathbb {C} }，雙複數系，
{\displaystyle \mathrm {Cl} _{2}(\mathbb {C} )\cong M_{2}(\mathbb {C} )}，複四元數系，其中{\displaystyle M_{n}(\mathbb {C} )}表示複域上的{\displaystyle n\times n}矩陣組成的代數。

## 例子：構造四元數與二元四元數

### 四元數
本節將會構造哈密頓的四元數系，作為克里福代數{\displaystyle \mathrm {Cl} _{0,3}(\mathbb {R} )}的偶子代數。
設{\displaystyle V}為實三維向量空間{\displaystyle \mathbb {R} ^{3}}，二次型{\displaystyle Q}為歐氏度量的相反數，則對於{\displaystyle v,w\in \mathbb {R} ^{3}}，相應的純量積（雙線性型）由
{\displaystyle v\cdot w=v_{1}w_{1}+v_{2}w_{2}+v_{3}w_{3}}
給出。
現引入向量{\displaystyle v,w}的克里福積{\displaystyle vw}，使其滿足
{\displaystyle vw+wv=-2(v\cdot w).}
（此處有負號，以使該代數與四元數的聯繫更清晰。）
設{\displaystyle e_{1},e_{2},e_{3}}為{\displaystyle \mathbb {R} ^{3}}的一組正交單位基，則由上式可知，其兩兩的克里福積滿足
{\displaystyle e_{2}e_{3}=-e_{3}e_{2},\,\,\,e_{3}e_{1}=-e_{1}e_{3},\,\,\,e_{1}e_{2}=-e_{2}e_{1},}
且
{\displaystyle e_{1}^{2}=e_{2}^{2}=e_{3}^{2}=-1.}
克里福代數{\displaystyle \mathrm {Cl} _{0,3}(\mathbb {R} )}的任意元素可以表示成
{\displaystyle A=a_{0}+a_{1}e_{1}+a_{2}e_{2}+a_{3}e_{3}+a_{4}e_{2}e_{3}+a_{5}e_{3}e_{1}+a_{6}e_{1}e_{2}+a_{7}e_{1}e_{2}e_{3}.}
若只考慮偶次項，則得到偶子代數{\displaystyle \mathrm {Cl} _{0,3}^{[0]}(\mathbb {R} )}，其任意元素可表示成
{\displaystyle q=q_{0}+q_{1}e_{2}e_{3}+q_{2}e_{3}e_{1}+q_{3}e_{1}e_{2}.}
若定義四元數的基元{\displaystyle i,j,k}為
{\displaystyle i=e_{2}e_{3},j=e_{3}e_{1},k=e_{1}e_{2},}
則可知{\displaystyle \mathrm {Cl} _{0,3}^{[0]}(\mathbb {R} )}與哈密頓的實四元數代數同構，理由是：
{\displaystyle i^{2}=(e_{2}e_{3})^{2}=e_{2}e_{3}e_{2}e_{3}=-e_{2}e_{2}e_{3}e_{3}=-1,}
{\displaystyle ij=e_{2}e_{3}e_{3}e_{1}=-e_{2}e_{1}=e_{1}e_{2}=k,}
且
{\displaystyle ijk=e_{2}e_{3}e_{3}e_{1}e_{1}e_{2}=-1,}
與四元數的運算法則一致。

### 二元四元數
本節構造二元四元數系，作為配備退化二次型的實四維向量空間的偶克里福代數。
設向量空間{\displaystyle V}為實四維空間{\displaystyle \mathbb {R} ^{4}}，並設二次型{\displaystyle Q}為源自{\displaystyle \mathbb {R} ^{3}}上歐氏度量的退化型，即相應的雙線性型{\displaystyle d}滿足：對任意{\displaystyle v,w\in \mathbb {R} ^{4}}，
{\displaystyle d(v,w)=v_{1}w_{1}+v_{2}w_{2}+v_{3}w_{3}.}
換言之，此退化純量積只考慮將{\displaystyle \mathbb {R} ^{4}}投影到{\displaystyle \mathbb {R} ^{3}}後的像。
向量{\displaystyle v,w}的克里福積{\displaystyle vw}由下式定義：
{\displaystyle vw+wv=-2\,d(v,w).}
同上節，負號是為了明確該代數與四元數系的對應關係。
記{\displaystyle \mathbb {R} ^{4}}的標準基元為{\displaystyle e_{1},e_{2},e_{3},e_{4}}，則其克里福積滿足關係
{\displaystyle e_{m}e_{n}=-e_{n}e_{m}\,\,\,(m\neq n),}
及
{\displaystyle e_{1}^{2}=e_{2}^{2}=e_{3}^{2}=-1,\,\,e_{4}^{2}=0.}
克里福代數{\displaystyle \mathrm {Cl} (\mathbb {R} ^{4},d)}也記為{\displaystyle \mathrm {Cl} _{0,3,1}(\mathbb {R} )}（下標分別表示平方為{\displaystyle +1,-1,0}的基元個數），其一般元素有16項，而僅取偶次項時，得到偶子代數{\displaystyle \mathrm {Cl} ^{[0]}(\mathbb {R} ^{4},d)}，其一般元素形如
{\displaystyle H=h_{0}+h_{1}e_{2}e_{3}+h_{2}e_{3}e_{1}+h_{3}e_{1}e_{2}+h_{4}e_{4}e_{1}+h_{5}e_{4}e_{2}+h_{6}e_{4}e_{3}+h_{7}e_{1}e_{2}e_{3}e_{4}.}
於是，可分別定義四元數基元{\displaystyle i,j,k}和二元數基元{\displaystyle \varepsilon }為
{\displaystyle i=e_{2}e_{3},j=e_{3}e_{1},k=e_{1}e_{2},\,\,\varepsilon =e_{1}e_{2}e_{3}e_{4},}
從而給出{\displaystyle \mathrm {Cl} (\mathbb {R} ^{4},d)}與二元四元數代數的同構。
要驗證二元四元數的乘法法則，可以計算
{\displaystyle \varepsilon ^{2}=(e_{1}e_{2}e_{3}e_{4})^{2}=e_{1}e_{2}e_{3}e_{4}e_{1}e_{2}e_{3}e_{4}=-e_{1}e_{2}e_{3}(e_{4}e_{4})e_{1}e_{2}e_{3}=0,}
和
{\displaystyle \varepsilon i=(e_{1}e_{2}e_{3}e_{4})e_{2}e_{3}=e_{1}e_{2}e_{3}e_{4}e_{2}e_{3}=e_{2}e_{3}(e_{1}e_{2}e_{3}e_{4})=i\varepsilon .}
後者的計算中，{\displaystyle e_{1}}和{\displaystyle e_{4}}的換位將符號改變了偶數次（即無改變）。同樣的方法能證明，二元數基元{\displaystyle \varepsilon }可與全部四元數基元{\displaystyle i,j,k}交換。

## 低維例子
設{\displaystyle K}為特徵非{\displaystyle 2}的域。

### 一維
對於{\displaystyle \dim V=1}的情況，若{\displaystyle Q}有對角化{\displaystyle \mathrm {diag} (a)}，即存在非零向量{\displaystyle v\in V}令{\displaystyle Q(v)=a}，則{\displaystyle \mathrm {Cl} (V,Q)}代數同構於{\displaystyle K[x]/(x^{2}-a)}，即由滿足{\displaystyle x^{2}=a}的單一個元素{\displaystyle x}生成的{\displaystyle K}-代數。
更具體而言，有三種情況：
1. 若{\displaystyle a=0}（即{\displaystyle Q}為零二次型），則{\displaystyle \mathrm {Cl} (V,Q)}代數同構於{\displaystyle K}上的二元數代數。
2. 若{\displaystyle a}非零，且為{\displaystyle K}中的平方數，則{\displaystyle \mathrm {Cl} (V,Q)\cong K\oplus K}。
3. 其餘情況下，{\displaystyle \mathrm {Cl} (V,Q)}同構於{\displaystyle K}的二次域擴張{\displaystyle K({\sqrt {a}})}。

### 二維
對於{\displaystyle \dim V=2}的情況，若{\displaystyle Q}有對角化{\displaystyle \mathrm {diag} (a,b)}，其中{\displaystyle a,b}皆非零（{\displaystyle Q}非退化時必然存在），則{\displaystyle \mathrm {Cl} (V,Q)}同構於由{\displaystyle x,y}生成的{\displaystyle K}-代數，其中{\displaystyle x,y}滿足{\displaystyle x^{2}=a,\ y^{2}=b,\ xy=-yx}。
於是{\displaystyle \mathrm {Cl} (V,Q)}同構於（廣義）四元數代數{\displaystyle (a,b)_{K}}。在{\displaystyle a=b=-1}且{\displaystyle K=\mathbb {R} }時，該代數化歸為哈密頓的四元數代數，即{\displaystyle \mathbb {H} =(-1,-1)_{\mathbb {R} }}。
作為特殊情況，若有某個{\displaystyle x\in V}使得{\displaystyle Q(x)=1}，則{\displaystyle \mathrm {Cl} (V,Q)\cong M_{2}(K)}是二階方陣的代數。

## 性質

### 與外代數的關係
給定向量空間{\displaystyle V}，可以構造外代數{\displaystyle \wedge (V)}，其定義不取決於{\displaystyle V}上任何二次型。事實上，若{\displaystyle K}的特徵非{\displaystyle 2}，則{\displaystyle \wedge (V)}與{\displaystyle \mathrm {Cl} (V,Q)}作為向量空間自然同構（而在特徵{\displaystyle 2}時，仍有同構，但不一定自然）。該自然同構當且僅當{\displaystyle Q=0}時為代數同構。所以，可以將克里福代數{\displaystyle \mathrm {Cl} (V,Q)}視為{\displaystyle V}的外代數額外配備取決於{\displaystyle Q}的乘法。（準確而言是外代數的「量子化」，見#作為外代數的量子化。）原有的外積仍有不取決於{\displaystyle Q}的定義。
描述以上同構的簡單方法是：先取{\displaystyle V}的正交基{\displaystyle \{e_{1},e_{2},\ldots ,e_{n}\}}，並擴展成{\displaystyle \mathrm {Cl} (V,Q)}的基（如#基與維數所述）。定義映射{\displaystyle f:\mathrm {Cl} (V,Q)\to \wedge (V)}使
{\displaystyle e_{i_{1}}e_{i_{2}}\cdots e_{i_{k}}\mapsto e_{i_{1}}\wedge e_{i_{2}}\wedge \cdots \wedge e_{i_{k}},}
並線性擴展。注意此處用到{\displaystyle \{e_{1},e_{2},\ldots ,e_{n}\}}正交。可以證明，映射{\displaystyle f}的定義無關正交基的選擇，故為自然同構。
若{\displaystyle K}的特徵為{\displaystyle 0}，則也可以藉反對稱化（antisymmetrizing）定義以上同構：定義一列映射{\displaystyle f_{k}:\underbrace {V\times \cdots \times V} _{k}\to \mathrm {Cl} (V,Q)}使
{\displaystyle f_{k}(v_{1},\ldots ,v_{k})={\frac {1}{k!}}\sum _{\sigma \in S_{k}}{\rm {sgn}}(\sigma )\,v_{\sigma (1)}\cdots v_{\sigma (k)},}
其求和符號中，{\displaystyle \sigma }取遍{\displaystyle k}階對稱群{\displaystyle S_{k}}的元素。由於{\displaystyle f_{k}}反對稱，其導出獨一個映射{\displaystyle f_{k}':\wedge ^{k}(V)\to \mathrm {Cl} (V,Q)}。該些映射的直和為{\displaystyle \wedge (V)}至{\displaystyle \mathrm {Cl} (V,Q)}的線性映射。可以證明該映射為同構，且是自然同構。
也可以從更高等的觀點，在{\displaystyle \mathrm {Cl} (V,Q)}上構造濾過，以看待兩者的關係。注意張量代數{\displaystyle T(V)}有自然濾過{\displaystyle F^{0}\subset F^{1}\subset F^{2}\subset \cdots }，其中{\displaystyle F^{k}}含所有階不高於{\displaystyle k}的張量。將此濾過投射到克里福代數上，就得到{\displaystyle \mathrm {Cl} (V,Q)}上的濾過。與此濾過相伴的分次代數
{\displaystyle \operatorname {Gr} _{F}\operatorname {Cl} (V,Q)=\bigoplus _{k}F^{k}/F^{k-1}}
與外代數{\displaystyle \wedge (V)}自然同構。由於濾過代數的相伴分次代數總與原濾過代數作為濾過向量空間同構（藉選取{\displaystyle F^{k}}在{\displaystyle F^{k+1}}中的補集），可知克里福代數與外代數在任何特徵（包括{\displaystyle 2}）下皆同構（儘管不一定自然）。

### 分次
本節假設特徵非{\displaystyle 2}。
克里福代數為{\displaystyle \mathbb {Z} /2}-分次代數（又稱為超代數），以下說明原因。在{\displaystyle V}上，線性映射{\displaystyle v\mapsto -v}（關於原點對稱）保持二次型{\displaystyle Q}，故由克里福代數的泛性質，該線性映射延拓成代數自同構
{\displaystyle \alpha :\operatorname {Cl} (V,Q)\to \operatorname {Cl} (V,Q).}
由於{\displaystyle \alpha }為對合（即其平方為恆同映射），可以將{\displaystyle \mathrm {Cl} (V,Q)}分解成{\displaystyle \alpha }的正和負特徵空間：
{\displaystyle \operatorname {Cl} (V,Q)=\operatorname {Cl} ^{[0]}(V,Q)\oplus \operatorname {Cl} ^{[1]}(V,Q),}
其中 
{\displaystyle \operatorname {Cl} ^{[i]}(V,Q)=\left\{x\in \operatorname {Cl} (V,Q)\mid \alpha (x)=(-1)^{i}x\right\}.}
由於{\displaystyle \alpha }是自同構，有：
{\displaystyle \operatorname {Cl} ^{[i]}(V,Q)\operatorname {Cl} ^{[j]}(V,Q)=\operatorname {Cl} ^{[i+j]}(V,Q),}
其中方括號上標的運算模{\displaystyle 2}，故上式賦予{\displaystyle \mathrm {Cl} (V,Q)}作為{\displaystyle \mathbb {Z} /2}-分次代數的結構。子空間{\displaystyle \mathrm {Cl} ^{[0]}(V,Q)}為{\displaystyle \mathrm {Cl} (V,Q)}的子代數，稱為偶子代數。而子空間{\displaystyle \mathrm {Cl} ^{[1]}(V,Q)}則稱為奇部（其不為子代數）。此{\displaystyle \mathbb {Z} /2}-分次在克里福代數的分析和應用上很重要。自同構{\displaystyle \alpha }稱為主對合（main involution）或次數對合（grade involution）。此{\displaystyle \mathbb {Z} /2}-分次中的純元素，即偶部或奇部的元素，分別稱為偶元和奇元。
當特徵非{\displaystyle 2}時，由於{\displaystyle \mathrm {Cl} (V,Q)}與外代數{\displaystyle \wedge (V)}有典範同構，{\displaystyle \mathrm {Cl} (V,Q)}作為向量空間，承繼{\displaystyle \wedge (V)}的{\displaystyle \mathbb {N} }-分次和{\displaystyle \mathbb {Z} }-分次。然而，該分次僅為向量空間分次，而非代數分次。換言之，克里福乘積並不遵守該{\displaystyle \mathbb {N} }-分次或{\displaystyle \mathbb {Z} }-分次，僅遵守上段的{\displaystyle \mathbb {Z} /2}-分次：例如，若{\displaystyle Q(v)\neq 0}，則{\displaystyle v\in \mathrm {Cl} ^{1}(V,Q)}，但{\displaystyle v^{2}\in \mathrm {Cl} ^{0}(V,Q)}，而不在{\displaystyle \mathrm {Cl} ^{2}(V,Q)}中。不過此等分次之間有自然的聯繫：{\displaystyle \mathbb {Z} /2\cong \mathbb {N} /2\mathbb {N} \cong \mathbb {Z} /2\mathbb {Z} }。更甚者，克里福代數有{\displaystyle \mathbb {Z} }-濾過：
{\displaystyle \operatorname {Cl} ^{\leqslant i}(V,Q)\cdot \operatorname {Cl} ^{\leqslant j}(V,Q)\subset \operatorname {Cl} ^{\leqslant i+j}(V,Q).}
克里福數的次數通常指{\displaystyle \mathbb {N} }-分次的次數。
克里福代數的偶子代數{\displaystyle \mathrm {Cl} ^{[0]}(V,Q)}本身亦同構於某個克里福代數。若{\displaystyle V}為具有非零範數{\displaystyle Q(a)}的向量{\displaystyle a}與子空間{\displaystyle U}的正交直和，則{\displaystyle \mathrm {Cl} ^{[0]}(V,Q)}同構於{\displaystyle \mathrm {Cl} (U,-Q(a)Q)}，其中{\displaystyle -Q(a)Q}為二次型{\displaystyle Q}乘上{\displaystyle -Q(a)}，並限制到{\displaystyle U}。作為例子，以上結論在實域上推出：
{\displaystyle \operatorname {Cl} _{p,q}^{[0]}(\mathbb {R} )\cong {\begin{cases}\operatorname {Cl} _{p,q-1}(\mathbb {R} ),&q>0,\\\operatorname {Cl} _{q,p-1}(\mathbb {R} ),&p>0.\end{cases}}}
在{\displaystyle Q}負定的情況下，上式給出包含關係{\displaystyle \mathrm {Cl} _{0,n-1}(\mathbb {R} )\subset \mathrm {Cl} _{0,n}(\mathbb {R} )}，延伸序列
{\displaystyle \mathbb {R} \subset \mathbb {C} \subset \mathbb {H} \subset \mathbb {H} \oplus \mathbb {H} \subset \cdots }
類似可證，在複域上, {\displaystyle \mathrm {Cl} _{n}(\mathbb {C} )}的偶子代數同構於{\displaystyle \mathrm {Cl} _{n-1}(\mathbb {C} )}。

### 反自同構
除自同構{\displaystyle \alpha }外，克里福代數的分析中，還有兩個重要的反自同構。記得張量代數{\displaystyle T(V)}有將全部乘法次序反轉的反自同構：
{\displaystyle v_{1}\otimes v_{2}\otimes \cdots \otimes v_{k}\mapsto v_{k}\otimes \cdots \otimes v_{2}\otimes v_{1}.}
由於理想{\displaystyle I_{Q}}在該反轉下不變，該反轉也定義{\displaystyle \mathrm {Cl} (V,Q)\cong T(V)/I_{Q}}上的反自同構，稱為轉置或反轉，記為{\displaystyle x\mapsto x^{\mathrm {t} }}。轉置為反自同構，即有{\displaystyle (xy)^{\mathrm {t} }=y^{\mathrm {t} }x^{\mathrm {t} }}。上述定義中，並未用到{\displaystyle \mathrm {Z} /2}-分次，故可複合自同構{\displaystyle \alpha }與轉置，而得另一個反自同構。新的反自同構稱為克里福共軛，記為{\displaystyle x\mapsto {\overline {x}}}。以符號表示：
{\displaystyle {\overline {x}}=\alpha (x^{\mathrm {t} })=\alpha (x)^{\mathrm {t} }.}
兩個反自同構中，轉置更本質。
此三種運算皆是對合。此外，其對{\displaystyle \mathbb {Z} }-分次純元的作用皆是乘上{\displaystyle \pm 1}，且符號僅取決於次數{\displaystyle {\bmod {4}}}。換言之，若{\displaystyle x}是{\displaystyle k}次純元，則
{\displaystyle \alpha (x)=\pm x,\qquad x^{\mathrm {t} }=\pm x,\qquad {\overline {x}}=\pm x,}
其中符號載於下表：
| {\displaystyle k{\bmod {4}}}       | {\displaystyle 0} | {\displaystyle 1} | {\displaystyle 2} | {\displaystyle 3} | …                               |
| {\displaystyle \alpha (x)\,}       | {\displaystyle +} | {\displaystyle -} | {\displaystyle +} | {\displaystyle -} | {\displaystyle (-1)^{k}}        |
| {\displaystyle x^{\mathrm {t} }\,} | {\displaystyle +} | {\displaystyle +} | {\displaystyle -} | {\displaystyle -} | {\displaystyle (-1)^{k(k-1)/2}} |
| {\displaystyle {\overline {x}}}    | {\displaystyle +} | {\displaystyle -} | {\displaystyle -} | {\displaystyle +} | {\displaystyle (-1)^{k(k+1)/2}} |

### 克里福純量積
當特徴非{\displaystyle 2}時，{\displaystyle V}上的二次型{\displaystyle Q}可以延拓成{\displaystyle \mathrm {Cl} (V,Q)}上的二次型（同樣記為{\displaystyle Q}）。該延拓可用以下不取決於基的方式定義：
{\displaystyle Q(x)=\left\langle x^{\mathrm {t} }x\right\rangle _{0},}
其中{\displaystyle \langle a\rangle _{0}}表示{\displaystyle a}的純量部分（{\displaystyle \mathbb {Z} }-分次的零次項）。可以證明，對於{\displaystyle V}的元素{\displaystyle v_{i}}，有
{\displaystyle Q(v_{1}v_{2}\cdots v_{k})=Q(v_{1})Q(v_{2})\cdots Q(v_{k}),}
但上式對{\displaystyle \mathrm {Cl} (V,Q)}的其他元素不一定成立。
在{\displaystyle \mathrm {Cl} (V,Q)}上，與{\displaystyle Q}相伴的對稱雙線性型由下式定義：
{\displaystyle \langle x,y\rangle =\left\langle x^{\mathrm {t} }y\right\rangle _{0}.}
可以驗算，若限制在{\displaystyle V}上，則該雙線性型化為{\displaystyle V}上原有的雙線性型。在{\displaystyle \mathrm {Cl} (V,Q)}上，該雙線性型非退化當且僅當其限制在{\displaystyle V}上非退化。
關於此純量積，左（右）乘{\displaystyle a^{\mathrm {t} }}與右（左）乘{\displaystyle a}互為伴隨。換言之，
{\displaystyle \langle ax,y\rangle =\left\langle x,a^{\mathrm {t} }y\right\rangle ,}
且
{\displaystyle \langle xa,y\rangle =\left\langle x,ya^{\mathrm {t} }\right\rangle .}

## 克里福代數的結構
本節假設域的特徵非{\displaystyle 2}，向量空間{\displaystyle V}為有限維，且二次型{\displaystyle Q}非退化。若矩陣代數的系數取自某個中心為{\displaystyle K}的有限維除代數，則該矩陣代數稱為{\displaystyle K}上的中心單代數。例如，實域上的中心單代數可能是實域上的矩陣代數，也可能是四元數代數上的矩陣代數。有下列結論：
- 若{\displaystyle V}的維數為偶數，則{\displaystyle \mathrm {Cl} (V,Q)}是{\displaystyle K}上的中心單代數。
- 若{\displaystyle V}的維數為偶數，則偶子代數{\displaystyle \mathrm {Cl} ^{[0]}(V,Q)}或是{\displaystyle K}的二次擴張上的中心單代數，或是{\displaystyle K}上兩個同構的中心單代數的直和。
- 若{\displaystyle V}的維數為奇數，則{\displaystyle \mathrm {Cl} (V,Q)}或是{\displaystyle K}的二次擴張上的中心單代數，或是{\displaystyle K}上兩個同構的中心單代數的直和。
- 若{\displaystyle V}的維數為奇數，則偶子代數{\displaystyle \mathrm {Cl} ^{[0]}(V,Q)}是{\displaystyle K}上的中心單代數。

克里福代數的結構可從以下結果推導出：假設{\displaystyle U}有偶數維，且有非退化的雙線性型，其行列式為{\displaystyle d}，又設{\displaystyle V}為另一個向量空間，亦配備二次型，則{\displaystyle U+V}的克里福代數同構於{\displaystyle U}的克里福代數與{\displaystyle (-1)^{\dim(U)/2}dV}的克里福代數的張量積。（後者仍是向量空間{\displaystyle V}，但其上的二次型要乘上因子{\displaystyle (-1)^{\dim(U)/2}d}。）在實域上，上述結果推出：
{\displaystyle \operatorname {Cl} _{p+2,q}(\mathbb {R} )=\mathrm {M} _{2}(\mathbb {R} )\otimes \operatorname {Cl} _{q,p}(\mathbb {R} )}
{\displaystyle \operatorname {Cl} _{p+1,q+1}(\mathbb {R} )=\mathrm {M} _{2}(\mathbb {R} )\otimes \operatorname {Cl} _{p,q}(\mathbb {R} )}
{\displaystyle \operatorname {Cl} _{p,q+2}(\mathbb {R} )=\mathbb {H} \otimes \operatorname {Cl} _{q,p}(\mathbb {R} ).}
該些公式可用作找出所有實克里福代數和複克里福代數的結構，詳見克里福代數的分類。
值得注意，克里福代數的森田等價類（即其整個表示論：該代數上的模範疇的加性等價類）只取決於其符號{\displaystyle (p-q)\ \mathrm {mod} \ 8}。此為一種代數形式的博特周期性。

## 利普希茨群
利普希茨群（又稱為:126克里福群或克里福－利普希茨群）由魯道夫·利普希茨發現。:220
本節中，設{\displaystyle V}為有限維向量空間，而二次型{\displaystyle Q}非退化。
克里福代數的可逆元群以「扭轉共軛」的方式作用在克里福代數上：所謂{\displaystyle x}扭轉共軛作用在{\displaystyle y}上，結果便是{\displaystyle \alpha (x)yx^{-1}}，其中{\displaystyle \alpha }是上文定義的主對合。
利普希茨群{\displaystyle \Gamma }定義為所有滿足
{\displaystyle \alpha (x)vx^{-1}\in V\quad \forall v\in V}
的可逆元{\displaystyle x}的集合。換言之，要求{\displaystyle x}的扭轉共軛穩定化所有向量組成的集合。
上式說明，該群作用可以限制成向量空間{\displaystyle V}上的群作用，且其保持二次型{\displaystyle Q}，故給出利普希茨群到正交群的同態。利普希茨群包含所有令{\displaystyle Q(r)}在{\displaystyle K}中可逆的元素{\displaystyle r\in V}，而此等元素作用在{\displaystyle V}上的效果為反射
{\displaystyle v\mapsto v-{\frac {\langle r,v\rangle +\langle v,r\rangle }{Q(r)}}r.}
（特徵為{\displaystyle 2}時，此種映射稱為錯切而非反射。）
若{\displaystyle V}為有限維實向量空間，並配備非退化二次型，則利普希茨群滿射到{\displaystyle V}關於該二次型的正交群（根據嘉當－迪厄多內定理），且核恰好包含{\displaystyle K}的所有非零元，故有下列短正合列
{\displaystyle 1\rightarrow K^{\times }\rightarrow \Gamma \rightarrow {\mbox{O}}_{V}(K)\rightarrow 1,\,}
{\displaystyle 1\rightarrow K^{\times }\rightarrow \Gamma ^{0}\rightarrow {\mbox{SO}}_{V}(K)\rightarrow 1.\,}
其中{\displaystyle \Gamma ^{0}}是{\displaystyle \Gamma }的偶子群。
其他域上，或當二次型退化時，該映射未必滿，而旋量範數描述其不滿程度。

### 旋量範數
對任意特徵，利普希茨群上的旋量範數{\displaystyle Q}由下式定義：
{\displaystyle Q(x)=x^{\mathrm {t} }x.}
其為由利普希茨群射去非零元素的乘法群{\displaystyle K^{\times }}的同態。當{\displaystyle V}視為克里福代數的子空間時，{\displaystyle Q}在{\displaystyle V}上等於與{\displaystyle V}原有的二次型。若干作者採用不同的定義，以致在{\displaystyle \Gamma ^{1}}上，其定義與上述定義相差{\displaystyle -1}、{\displaystyle 2}、{\displaystyle -2}倍。只要特徵不為{\displaystyle 2}，此差異並不重要。
{\displaystyle K}中的非零元素的旋量範數是在非零平方子群{\displaystyle (K^{\times })^{2}}中，所以，若{\displaystyle V}有限維且其上的二次型非退化，則有同態從{\displaystyle V}的正交群映去{\displaystyle K^{\times }/(K^{\times })^{2}}，亦稱為旋量範數。對任意向量{\displaystyle r}，關於{\displaystyle r^{\perp }}（{\displaystyle \perp }是關於二次型而言）反射的旋量範數在{\displaystyle K^{\times }/(K^{\times })^{2}}中的像為{\displaystyle Q(r)}。此性質唯一確定正交群上的旋量範數。故有正合列：
{\displaystyle {\begin{aligned}1\to \{\pm 1\}\to {\mbox{Pin}}_{V}(K)&\to {\mbox{O}}_{V}(K)\to K^{\times }/\left(K^{\times }\right)^{2},\\1\to \{\pm 1\}\to {\mbox{Spin}}_{V}(K)&\to {\mbox{SO}}_{V}(K)\to K^{\times }/\left(K^{\times }\right)^{2}.\end{aligned}}}
注意在特徵為{\displaystyle 2}時，群{\displaystyle \{\pm 1\}}只有一個元素。
若從代數群的伽羅瓦上同調考慮，旋量範數是上同調的連接同態。其含義是，以{\displaystyle \mu _{2}}表示1的平方根組成的代數群（若域的特徵不為{\displaystyle 2}，則該群大致就是二元群，且其伽羅瓦作用平凡），則短正合列
{\displaystyle 1\to \mu _{2}\rightarrow {\mbox{Pin}}_{V}\rightarrow {\mbox{O}}_{V}\rightarrow 1}
給出上同調層面的長正合列，其起始一段為
{\displaystyle 1\to H^{0}(\mu _{2};K)\to H^{0}({\mbox{Pin}}_{V};K)\to H^{0}({\mbox{O}}_{V};K)\to H^{1}(\mu _{2};K)\to \cdots }
代數群的{\displaystyle K}系數零階伽羅瓦上同調即其{\displaystyle K}值點旳群：{\displaystyle H^{0}(G;K)=G(K)}，而 {\displaystyle H^{1}(\mu _{2};K)\cong K^{\times }/(K^{\times })^{2}}，故也能從長正合列推導出上段的正合列
{\displaystyle 1\to \{\pm 1\}\to {\mbox{Pin}}_{V}(K)\to {\mbox{O}}_{V}(K)\to K^{\times }/\left(K^{\times }\right)^{2},}
其中旋量範數為連接同態{\displaystyle H^{0}({\mbox{O}}_{V};K)\to H^{1}(\mu _{2};K)}。

## 旋量群與Pin群
本節假設{\displaystyle V}有限維，且其雙線性型非退化。
Pin群{\displaystyle \mathrm {Pin} _{V}(K)}為利普希茨群{\displaystyle \Gamma }中，旋量範數為{\displaystyle 1}的元素組成的子群。類似地，旋量群{\displaystyle \mathrm {Spin} _{V}(K)}為{\displaystyle \mathrm {Pin} _{V}(K)}中，迪克森不變量為{\displaystyle 0}的元素組成的子群。當特徵非{\displaystyle 2}時，該些元素即行列式為{\displaystyle 1}的元素。旋量群在Pin群的指數通常為{\displaystyle 2}。
前一節說明，利普希茨群有到正交群的滿同態。定義特殊正交群為{\displaystyle \Gamma ^{0}}的像。若{\displaystyle K}的特徵非{\displaystyle 2}，則特殊正交群就是正交群中，行列式為{\displaystyle 1}的元素的子群。若{\displaystyle K}的特徵為{\displaystyle 2}，則正交群所有元素的行列式皆為{\displaystyle 1}，而特殊正交群為迪克森不變量為{\displaystyle 0}的元素的子群。
也有從Pin群到正交群的同態。其像由旋量範數為{\displaystyle 1\in K^{\times }/(K^{\times })^{2}}的元素組成，而核則由{\displaystyle +1}和{\displaystyle -1}組成（故其階為{\displaystyle 2}，除非特徵為{\displaystyle 2}）。類似有由{\displaystyle V}的旋量群到其特殊正交群的同態。
當{\displaystyle V}為實正定或負定空間時，旋量群有滿同態射到特殊正交群上，且在{\displaystyle V}至少{\displaystyle 3}維時，旋量群單連通。更甚者，此滿同態的核為{\displaystyle \{\pm 1\}}。故此時，旋量群{\displaystyle \mathrm {Spin} (n)}為{\displaystyle \mathrm {SO} (n)}的二重覆疊。然而，旋量群在一般情況下未必單連通：若{\displaystyle V}為{\displaystyle \mathbb {R} ^{p,q}}，其中{\displaystyle p,q}皆至少為{\displaystyle 2}，則旋量群並不單連通。此情況下，代數群{\displaystyle \mathrm {Spin} _{p,q}}作為代數群仍然單連通，但其實值點群{\displaystyle \mathrm {Spin} _{p,q}(\mathbb {R} )}則不再單連通。

## 旋量
在{\displaystyle p+q=2n}為偶時，克里福代數{\displaystyle \mathrm {Cl} _{p,q}(\mathbb {C} )}可表示成{\displaystyle 2^{n}}維的（複）矩陣代數。限制到群{\displaystyle \mathrm {Pin} _{p,q}(\mathbb {R} )}，則得到同一維數的Pin群的複表示，稱為旋量表示。若再限制到旋量群{\displaystyle \mathrm {Spin} _{p,q}(\mathbb {R} )}上，則該表示分解成兩個半旋量表示（half spin representations，又稱外爾表示，Weyl representations）的直和，每個半旋量表示有{\displaystyle 2^{n-1}}維。
若{\displaystyle p+q=2n+1}為奇，則克里數代數{\displaystyle \mathrm {Cl} _{p,q}(\mathbb {C} )}為兩個矩陣代數的直和，每個有{\displaystyle 2^{n}}維，且皆為Pin群{\displaystyle \mathrm {Pin} _{p,q}(\mathbb {R} )}的表示。限制到旋量群{\displaystyle \mathrm {Spin} _{p,q}(\mathbb {R} )}時，兩個矩陣代數變得同構，故旋量群有{\displaystyle 2^{n}}維的複旋量表示。
更一般而言，任何域上的旋量群和Pin群都有相似的表示，其結構取決於對應的克里福代數的結構：每當克里福代數有因子為某個除代數上的矩陣代數，其Pin群和旋量群就有該除代數上的對應表示。在實域的例子，參見旋量條目。

### 實旋量
為描述實旋量表示，需先明白旋量群如何位處克里福代數中。Pin群{\displaystyle \mathrm {Pin} _{p,q}}為{\displaystyle \mathrm {Cl} _{p,q}}中，可寫成單位向量之積的可逆元素的集合：
{\displaystyle \mathrm {Pin} _{p,q}=\left\{v_{1}v_{2}\cdots v_{r}\mid \forall i,\ \|v_{i}\|=\pm 1\right\}.}
若考慮克里福代數的矩陣表示，則pin群的元素為任意多個反射（見上文）之積，是整個正交群{\displaystyle \mathrm {O} (p,q)}的覆疊。而旋量群的元素則是{\displaystyle \mathrm {Pin} _{p,q}}中，偶數支單位向量之積。所以，根據嘉當－迪厄多內定理，旋量群是旋轉群{\displaystyle \mathrm {SO} (p,q)}的覆疊。
設{\displaystyle \alpha :\mathrm {Cl} \to \mathrm {Cl} }為自同構，其將純向量{\displaystyle v}映至{\displaystyle -v}，則{\displaystyle \mathrm {Spin} _{p,q}}為{\displaystyle \mathrm {Pin} _{p,q}}中，{\displaystyle \alpha }的不動點組成的子群。又設
{\displaystyle \operatorname {Cl} _{p,q}^{[0]}=\{x\in \operatorname {Cl} _{p,q}\mid \alpha (x)=x\}.}
（其元素正是{\displaystyle \mathrm {Cl} _{p,q}}的偶次元素。）則旋量群包含於{\displaystyle \mathrm {Cl} _{p,q}^{[0]}}。
{\displaystyle \mathrm {Cl} _{p,q}}的不可約表示可以限制成pin群的表示。反之，由於pin群由單位向量生成，其所有不可約表示皆可如此導出，故兩者有一樣的不可約表示。同理，旋量群與{\displaystyle \mathrm {Cl} _{p,q}^{[0]}}有同樣的不可約表示。
要將pin群的表示分類，需要用到克里福代數的分類。至於旋量群的表示（與偶子代數的表示一樣），可以使用下列同構（見上文）：
{\displaystyle \operatorname {Cl} _{p,q}^{[0]}\cong \operatorname {Cl} _{p,q-1},\quad q>0,}
{\displaystyle \operatorname {Cl} _{p,q}^{[0]}\cong \operatorname {Cl} _{q,p-1},\quad p>0,}
從而得知，符號{\displaystyle (p,q)}的旋量群表示就是符號{\displaystyle (p,q-1)}或{\displaystyle (q,p-1)}的pin群表示。

## 應用

### 微分幾何
外代數在微分幾何可用作定義光滑流形上的微分形式叢。在（偽）黎曼流形的情況，每個切空間上配備自然的二次型（由度規張量導出）。所以，如同外叢，可以定義克里福叢。在黎曼幾何，克里福叢有若干重要應用，例如其與旋量流形、相伴的旋量叢、{\displaystyle \mathrm {Spin} ^{\mathbb {C} }}流形的關聯。

### 物理
克里福代數在物理有若干重要應用。物理學家通常認定克里福代數具有一組基，其由狄拉克矩陣{\displaystyle \gamma _{0},\ldots ,\gamma _{3}}生成。此種矩陣滿足關係式
{\displaystyle \gamma _{i}\gamma _{j}+\gamma _{j}\gamma _{i}=2\eta _{ij}\,}
其中{\displaystyle \eta }為記號{\displaystyle (1,3)}（或{\displaystyle (3,1)}，度量記號的兩種等價選取）的二次型的矩陣。上列關係式恰好是定義實克里福代數{\displaystyle \mathrm {Cl} _{1,3}(\mathbb {R} )}的關係式，而該代數的複化{\displaystyle \mathrm {Cl} _{1,3}(\mathbb {R} )_{\mathbb {C} }}根據克里福代數的分類，同構於{\displaystyle 4\times 4}複矩陣的代數{\displaystyle \mathrm {Cl} _{4}(\mathbb {C} )\cong \mathrm {M} _{4}(\mathbb {C} )}。然而，在此用法下，仍需保留{\displaystyle \mathrm {Cl} _{1,3}(\mathbb {R} )_{\mathbb {C} }}的寫法，因為將雙線性型變成標準型的變換不屬時空的洛伦兹变换。
所以，物理使用的時空克里福代數比{\displaystyle \mathrm {Cl} _{4}(\mathbb {C} )}有更多結構。例如，有額外指明一族允許的變換，即洛伦兹变换。視乎用途，例如希望框架能容納多少理論，不一定一開始便要複化，但在量子力學，為使李代數{\displaystyle {\mathfrak {so}}(1,3)}的旋量表示能包含於克里福代數中，通常都須考慮複克里福代數。以下列出定義該旋量李代數的關係式以供參考：
{\displaystyle {\begin{aligned}\sigma ^{\mu \nu }&=-{\frac {i}{4}}\left[\gamma ^{\mu },\,\gamma ^{\nu }\right],\\\left[\sigma ^{\mu \nu },\,\sigma ^{\rho \tau }\right]&=i\left(\eta ^{\tau \mu }\sigma ^{\rho \nu }+\eta ^{\nu \tau }\sigma ^{\mu \rho }-\eta ^{\rho \mu }\sigma ^{\tau \nu }-\eta ^{\nu \rho }\sigma ^{\mu \tau }\right).\end{aligned}}}
上式按照{\displaystyle (3,1)}記號的約定，因此能放入{\displaystyle \mathrm {Cl} _{3,1}(\mathbb {R} )_{\mathbb {C} }}。
狄拉克矩陣最早由保罗·狄拉克寫出，其時他正嘗試寫出電子的相對論性一階波動方程，並試圖給出由克里福代數到複矩陣代數的明確同構。該些矩陣後來用作定義狄拉克方程式和引入狄拉克算子。在量子場論中，整個克里福代數以Dirac field bilinear的形式出現。
使用克里福代數來描述量子理論，推動者有Mario Schönberg、David Hestenes（幾何微積分方面）、戴维·玻姆和Basil Hiley及同事（克里福代數的分層）、Elio Conte等。

### 電腦視覺
電腦視覺方面，克里福代數適用於辨認和分類動作。米基·洛迪古斯（Mikel Rodriguez）及合作者提出用克里福嵌入，將傳統的最大平均關聯高度濾子（Maximum Average Correlation Height filter, MACH filter）推廣，套用於影片（3D時空體積）以及向量值數據，例如光流。向量值數據需以克里福傅立葉變換分析。基於該些向量，能在克里福傅立葉域中，合成出動作濾子，然後用克里福關聯來辨認動作。論文作者用克里福嵌入，分辨出傳統劇情長片和體育廣播的常見動作，以論證其方法有效。

## 推廣
- 本條目只考慮域上的向量空間的克里福代數，但同樣可定義任何單位結合交換環上的模的克里福代數。[3]
- 亦在克里福代數的定義中，將二次型推廣成更高次的映射。[14]

## 會議與期刊
克里福代數和幾何代數，以及相關的跨學科研究，是活躍的研究主題，且有廣泛的應用。此學科的學術會議包括克里福代數及其在數學物理的應用國際會議（ICCA） （页面存档备份，存于）及幾何代數在電腦科學及工程學的應用（AGACSE） （页面存档备份，存于）兩個系列。期刊包括斯普林格出版的《應用克里福代數進展》。

## 註解
1. ↑  研究實克里福代數且偏好正定二次型者（尤其研究指標理論者），有時在基本克里福恆等式中使用不同的符號（英语：sign convention）。換言之，其取{\displaystyle v^{2}=-Q(v)}。代{\displaystyle Q}為{\displaystyle -Q}，便可切換兩種約定。
2. ↑  [4]明確指出映射{\displaystyle i}（引文作{\displaystyle \gamma }）是克里福代數結構的一部分，其定義寫作：「有序對{\displaystyle (A,\gamma )}為二次空間{\displaystyle (V,g)}的克里福代數，若{\displaystyle A}作為代數是由{\displaystyle \{\gamma ({\boldsymbol {v}})|{\boldsymbol {v}}\in V\}}和{\displaystyle \{a1_{A}|a\in \mathbb {R} \}}生成，且{\displaystyle \gamma }滿足：對所有{\displaystyle {\boldsymbol {v}},{\boldsymbol {u}}\in V}，有{\displaystyle \gamma ({\boldsymbol {v}})\gamma ({\boldsymbol {u}})+\gamma ({\boldsymbol {u}})\gamma ({\boldsymbol {v}})=2g({\boldsymbol {v}},{\boldsymbol {u}})}。」
3. ↑  故群代數{\displaystyle K[\mathbb {Z} /2]}為半單（英语：Semisimple algebra），且克里福代數可分解成主對合的特徵空間。
4. ↑  此處的{\displaystyle \mathbb {Z} }-分次，僅是將{\displaystyle \wedge (V)}的{\displaystyle \mathbb {N} }-分次添加負指標處的零子空間。
5. ↑  嚴格而言，因為未指明克里福代數定義中的向量空間，所以該同構僅是代數同構，而非克里福代數同構。
6. ↑  仍假設特徵非{\displaystyle 2}。
7. ↑  若在克里福代數的定義中，約定的符號不同（多一個負號），則反之，即共軛更本質。一般而言，共軛與轉置的含義會因約定的符號不同而互換。例如，本條目採用的定義中，向量的逆元為{\displaystyle v^{-1}=v^{\mathrm {t} }/Q(v)}，但約定相反的符號時，則有{\displaystyle v^{-1}={\overline {v}}/Q(v)}。
8. ↑  見A. O. Bolivar,
Classical limit of fermions in phase space, J. Math. Phys. 42, 4020 (2001) doi:10.1063/1.1386411在"The Grassmann–Schönberg algebra {\displaystyle G_{n}}"一節描述，Schönberg在1956年和1957年出版的論文。